# Bruce Boa
Bruce Boa (* 10. Juli 1930 in Calgary, Alberta; † 17. April 2004 in Surrey, England) war ein kanadischer Schauspieler.

## Leben
Boa begann seine Karriere Ende der 1950er Jahre beim britischen Fernsehen und hatte sein Spielfilmdebüt 1960 in der Komödie Man in the Moon von Regisseur Basil Dearden. In den 1960er Jahren trat er in Gastrollen in einer Reihe weiterer britischer Fernsehproduktionen auf; in dieser Zeit war er nur gelegentlich in Spielfilmen zu sehen. Ab Mitte der 1970er Jahre erhielt er vermehrt Filmengagements. Bis Ende der 1980er Jahre spielte er kleinere Rollen in zahlreichen Blockbustern, darunter Das Omen, Superman, James Bond 007 – Octopussy und Full Metal Jacket. In Das Imperium schlägt zurück war Boa in einer kurzen Szene zu Beginn des Films als General Rieekan zu sehen, der mit Bedauern Han Solo ziehen lässt. Größere Rollen spielte er in Auf Messers Schneide an der Seite von Bill Murray, sowie im Fernsehfilm Golda Meir. Eine erinnernswerte Rolle stellte er 1979 in der Sitcom Fawlty Towers als amerikanischer Tourist Harry Hamilton dar. Seinen letzten Fernsehauftritt absolvierte er 1997.
Boa erlag im Alter von 73 Jahren den Folgen einer Krebserkrankung.

## Filmografie (Auswahl)

### Film
- 1974: Der Mann aus Metall (Who?)
- 1976: Das Omen (The Omen)
- 1978: Mach’ weiter, Emmanuelle (Carry On Emmannuelle)
- 1978: Superman
- 1979: James jr. schlägt zu (The London Connection)
- 1979: König Artus und der Astronaut (The Spaceman and King Arthur)
- 1980: Das Imperium schlägt zurück (The Empire Strikes Back)
- 1981: Ragtime
- 1983: James Bond 007 – Octopussy (Octopussy)
- 1984: Auf Messers Schneide (The Razor’s Edge)
- 1985: Wasser – Der Film (Water)
- 1985: Oz – Eine phantastische Welt (Return to Oz)
- 1987: Full Metal Jacket
- 1988: Hawks – Die Falken (Hawks)
- 1995: Screamers – Tödliche Schreie (Screamers)

### Fernsehen
- 1962: Mit Schirm, Charme und Melone (The Avengers)
- 1968: Der Mann mit dem Koffer (Man in a Suitcase)
- 1969: The Champions
- 1970: Department S
- 1978: Die Profis (The Professionals)
- 1979: Fawlty Towers
- 1982: Golda Meir (A Woman Called Golda)
- 1983: Hart aber herzlich (Hart to Hart, Fernsehserie, S5E7: Eine Mords-Rallye)
- 1984: Remington Steele
- 1986: Dempsey & Makepeace
- 1988: Die unglaublichen Geschichten von Roald Dahl (Tales of the Unexpected)
- 1993: Die Abenteuer des jungen Indiana Jones (The Young Indiana Jones Chronicles)